# Баранов, Николай Андреевич (реставратор)
Николай Андреевич Баранов (21 января (2 февраля) 1896, Мстёра — 1982, там же) — известный советский реставратор, воспитавший замечательную плеяду реставраторов — В. В. Филатова, Е. П. Юдину.

## Биография
Родился 21 января (2 февраля) 1896 года в селе Мстёра, в семье потомственных иконописцев-«старинщиков» (специалистов по реставрации и копированию старинных икон) Андрея Фёдоровича и Евдокии Ивановны Барановых. Окончив в 1907 году Мстёрское приходское начальное училище, поступил (по семейной традиции) в Мстёрскую учебную иконописную школу (окончил 7 октября 1911 года).
Во время Первой мировой войны потерял ногу.
С 1924 года работал в Загорском музее-заповеднике, был автором копии «Троицы» Андрея Рублёва, выполненной для Троицкого собора Троице-Сергиевой лавры (1928), в 1945—1946 годах реставрировал иконостас Рублёва в Троицком соборе.
Был сотрудником Сергиевского филиала ЦГРМ, в 1950—1960-х годах работал в Загорском историко-художественном и архитектурном музее-заповеднике.
Умер в 1982 году в Мстёре.

## Семья
- Брат — Баранов, Иван Андреевич (1889–1971), художник-реставратор[2][3].
- Дочь — Анна, реставратор[2][3].